# Utrikeskorrespondent
En utrikeskorrespondent är en journalist som under en längre tid bor och verkar utomlands för en tidnings, nyhetsbyrås, tidskrifts, radiokanals eller TV-kanals räkning. 
Enligt den gamla definitionen var en utrikeskorrespondent fast anställd vid hemmaredaktionen och skickades ut för utlandstjänstgöring under en begränsad tid vid en utrikesredaktion. Förutom sin fasta månadslön med alla pensionsförmåner hade utrikeskorrespondenten ett utlandstillägg och ett antal fria hemresor för sig och familjen.
Utrikesmedarbetare som rapporterade från andra delar av världen men som inte hade en fast tjänst på hemmaredaktionen att återvända till brukade förr kallas för stringer-korrespondent, efter engelskans string (journalisten var bunden till en eller flera icke konkurrerande medier med frilansavtal). Kontraktet för varje stringer var individuellt och anställningstryggheten varierade från en avtalad månadslön som lokalanställd och alla utgifter betalda till ett honorar för varje publicerad artikel.
Förändringar inom mediabranschen har lett till att färre redaktioner har utskickade fast anställda korrespondenter. Ekot och SVT är tillsammans med de större dagstidningarna några kvarvarande exempel. Övriga medier skapar nyhetsinslag baserat på nyhetsartiklar på nätet, eller köper in inslag från de medier som har korrespondenter, från utländska medier, ofta från USA, eller ibland från frilansare.
En speciell utrikeskorrespondent är en krigskorrespondent, som befinner sig i ett krigsområde. Det är farligt och är normalt personer som särskilt begär att göra ett sådant uppdrag, ofta frilansare.